# Химмельфарб, Гертруда
Гертруда Химмельфарб (англ. Gertrude Himmelfarb; 8 августа 1922 — 30 декабря 2019), также известная как Беа Кристол, — американский историк, являлась лидером консервативных интерпретаций истории и историографии. Написала много работ об интеллектуальной истории, уделяя особое внимание Великобритании и викторианской эпохе, о современном обществе и культуре.

## Биография
Гертруда родилась в Бруклине, штат Нью-Йорк, в семье Берты (урождённой Лернер) и Макса Химмельфарба — оба из русских евреев. Она получила степень бакалавра в Бруклинском колледже в 1942 году и докторскую степень в Чикагском университете в 1950 году. Позже она училась в Кембриджском университете в Великобритании и в Еврейской теологической семинарии в Нью-Йорке.
В 1942 году она вышла замуж за Ирвинга Кристола — журналиста, писателя и одного из основателей неоконсерватизма, и родила двоих детей: Элизабет Нельсон и Уильяма Кристола — политического комментатора и редактора The Weekly Standard. Она никогда не меняла фамилию. Социолог Даниел Белл писал, что их брак был «лучшим браком нашего поколения», её муж писал, что он был «поражён тем, насколько интеллектуально близки» они были, «развивая разные темы, думая об одних и тех же вещах и приходя к одним и тем же выводам».
Она вращалась в еврейских консервативных интеллектуальных кругах. Как почётный профессор Высшей школы Городского университета Нью-Йорка, она была удостоена многих наград и почётных степеней. Она являлась членом Совета учёных Библиотеки Конгресса, Совета научных консультантов Американского института предпринимательства и Совета Национального фонда гуманитарных наук, Британской академии и Американской академии искусств и наук.
В 1991 году она прочитала лекцию Джефферсона под эгидой Национального фонда гуманитарных наук. В 2004 году она была награждена Национальной гуманитарной медалью президента Соединённых Штатов Америки. Она умерла 30 декабря 2019 года в возрасте 97 лет.

## Историография
Гертруда долгое время поддерживала неоконсервативное движение в американской политике и интеллектуальной жизни, её муж Ирвинг Кристол помог основать это движение. Она была защитницей традиционных исторических подходов и опыта, её книга «Новая история и старая» (опубликована в 1987 году, обновлена и расширена в 2004 году) представляет собой критику разновидностей «новой истории», которые стремились вытеснить старую. Тезисы, которые она критиковала: вид исторического исследования — квантитативная история — предполагает быть более «научной», чем обычная история, но опирается на частичные и сомнительные данные; марксистская историография, основанная на экономических предположениях и классовых моделях, которые оставляют мало места для идей и убеждений современников или главных героев и событий истории; психоаналитическая историческая наука, основанная на теориях и домыслах, нарушающих общепринятые критерии исторической очевидности; аналитическая история, сводящая историю к ряду изолированных «моментов» без основной повествовательной структуры; социальная история, принижающая роль политики, национальности и индивидов (великих людей); постмодернистская история, отрицающая даже идеал объективности, рассматривающая всю историю как «социальную постройку» со стороны историка.
Она критиковала А. Тейлора за стремление «деморализовать» историю в его книге 1961 года «Истоки Второй мировой войны» и за отказ признать «моральные факты» о межвоенной Европе и утверждала, что Тейлор был неправ, рассматривая в своей книге Адольфа Гитлера как «нормального» немецкого лидера, играющего по традиционным правилам дипломатии, вместо того, чтобы быть «всемирно-исторической» фигурой, такой как Наполеон.

## Идеи и библиография
Гертруда была наиболее известна как историк викторианской эпохи. Её книга «Идея бедности» (англ. The Idea of Poverty) начинается с расширенного анализа рассуждений Адама Смита и Томаса Мальтуса, повлиявших на политику большей части девятнадцатого века. Номинированная на Национальную книжную премию, «Викторианские умы» (англ. Victorian Minds) содержит описания «прото-викторианцев» восемнадцатого века Эдмунда Бёрка и Джереми Бентама, завершая «последним викторианцем», Джоном Бакеном, чьи романы изображают двадцатый век, проникнутый викторианскими ценностями.
«Моральное воображение» (англ. The Moral Imagination) описывает период от Бёрка до Уинстона Черчилля и Лайонела Триллинга, с различными викторианцами и не викторианцами между ними. «При взгляде в бездну» (англ. On Looking into the Abyss) — в книге современная культура и общество находятся на переднем плане, а викторианцы — на заднем, «Одна нация, две культуры» (англ. One Nation, Two Cultures) — полностью об американской культуре и обществе.
«Дороги к современности» (англ. The Roads to Modernity) расширяют перспективу Эпохи Просвещения, как хронологически, так и национально, ставя британское Просвещение в оппозицию французскому и в согласие с американским. «Еврейская одиссея Джорджа Элиота» (англ. The Jewish Odyssey of George Eliot) и «Люди книги» (англ. The People of the Book) фокусируется на отношении к евреям, иудаизму и сионизму в Англии с момента их реадмиссии в семнадцатом веке до настоящего времени.
В десятках эссе она показывала, что викторианские «ценности» («добродетели», как она их называла) не были уникальными для того времени и места. «Викторианский этос: до и после Виктории» (англ. The Victorian Ethos: Before and after Victoria) — название одного из эссе, «Викторианство до Виктории» (англ. Victorianism before Victoria) — вступительные слова другого. В наши дни слово «викторианский» может нести неприятный и раздражающий оттенок, вызывая в воображении репрессивные сексуальные и социальные нравы. Гертруда гуманизировал и демократизировал эту концепцию. В интервью после получения Национальной гуманитарной медали она объяснила, что викторианские добродетели — благоразумие, умеренность, трудолюбие, порядочность, ответственность — не зависели ни от особого воспитания, ни от таланта, ни от чувствительности, ни даже от денег — это были обычные, повседневные способности в пределах возможностей обычных людей. Она выступала за возвращение традиционных ценностей (предпочитала термин «добродетели»), таких как стыд, ответственность, целомудрие и индивидуализм, в американскую политическую жизнь и политику.
В Америке её считают консерватором, но в Англии «левые» уважают её работы. Один из самых откровенных поклонников — Гордон Браун, бывший премьер-министр Лейбористской партии. Его предисловие к британскому изданию «Дорог к современности» начинается так: «Я давно восхищаюсь историческими работами Гертруды Химмельфарб, в частности её любовью к истории идей, и её работа находится со мной с тех пор, как я был студентом истории в Эдинбургском университете».
В некрологе Дэвид Брукс охарактеризовал Гертруду как «историка моральной революции».

## Сочинения
- Историк как марксист. «Группа историков» глава из книги «The New History and the Old: Critical Essays and Reappraisals» (2004)